# Нижняя Гутара
Нижняя Гутара  — посёлок (охотничья база) в Тофаларии, на территории Верхне-Гутарского сельского поселения Нижнеудинского района Иркутской области России.

## География
Расположен на левом берегу реки Гутара, к северу от устья реки Нижняя Ёрма, в 108 км к западо-юго-западу от райцентра — города Нижнеудинска (по прямой).

## История
Во второй половине 1950-х в связи с развитием в Тофаларии авиации на её территории была создана сеть метеорологических станций, расположенных по ходу лётных маршрутов. Одна из метеостанций была открыта в Нижней Гутаре.

## Инфраструктура
По состоянию на 1994 год посёлок Нижняя Гутара всё ещё существует, здесь насчитывается всего несколько домиков.
На берегу Гутары вблизи посёлка находится причал для лодок, представляющий собой вбитые в землю колья. Вблизи причала расположена изба лесника.

## Население
На топографической карте-двухкилометровке 2001 года посёлок Нижняя Гутара указан как нежилой. При этом, на картах более крупного масштаба, датированных тем же годом, подобная отметка отсутствует.

## Транспорт
В Нижней Гутаре есть аэродром (посадочная площадка), добраться сюда в летнее время можно только на вертолёте.